# Вилуси (Бања Лука)
Вилуси су насељено мјесто на подручју града Бање Луке, Република Српска, БиХ. Ово насељено мјесто припада мјесној заједници Павићи. Према подацима пописа становништва 2013. године, у овом насељеном мјесту је пописано 130 лица.

## Историја
Због изградње полигона на Мањачи, највећи дио становника Вилуса је углавном, 60-их и 70-их година прошлог вијека принудно расељен. Исто се догодило и са становништвом села: Добрња, Радманићи и Шљивно. Највећи дио мештана иселио се у Бањалуку и у Војводину.

## Становништво
|             | 2013.        | 1991.        | 1981.        | 1971.          |
| Укупно      | 130 (100,0%) | 239 (100,0%) | 489 (100,0%) | 1 478 (100,0%) |
| Срби        | 130 (100,0%) | 239 (100,0%) | 486 (99,39%) | 1 475 (99,80%) |
| Југословени | –            | –            | 2 (0,409%)   | –              |
| Остали      | –            | –            | 1 (0,204%)   | 3 (0,203%)     |